# 橋本勝磨
橋本 勝磨（はしもと かつまろ、1940年12月14日 - 2014年5月20日）は、山梨県出身のプロ野球選手（捕手）。右投左打。

## 来歴・人物
甲府商業高校には中沢信一とバッテリーを組み、1958年の第40回全国高等学校野球選手権大会に出場した。同年中沢とともにテストを受け合格し1959年に大洋ホエールズに入団。7月5日の川崎球場での広島戦第2試合に土井淳、島野雅亘に次いでプロ初出場を果たしたが3打数3三振に終わり、出場はこの1試合に終わり一年で退団した。
なお、幸田優が史上初となる1イニング4奪三振を記録したのはこの試合であるが、スタメンは前述のように土井淳であった。（試合は延長16回の末引地信之のサヨナラ本塁打で4対3で大洋が勝利している。）
引退後は神奈川県相模原市にて橋本建設を設立し、2014年5月20日に亡くなった。

## 詳細情報

### 年度別打撃成績
| 年 度     | 球 団     | 試 合 | 打 席 | 打 数 | 得 点 | 安 打 | 二 塁 打 | 三 塁 打 | 本 塁 打 | 塁 打 | 打 点 | 盗 塁 | 盗 塁 死 | 犠 打 | 犠 飛 | 四 球 | 敬 遠 | 死 球 | 三 振 | 併 殺 打 | 打 率 | 出 塁 率 | 長 打 率 | O P S |
| --------- | --------- | ----- | ----- | ----- | ----- | ----- | -------- | -------- | -------- | ----- | ----- | ----- | -------- | ----- | ----- | ----- | ----- | ----- | ----- | -------- | ----- | -------- | -------- | ----- |
| 1959      | 大洋      | 1     | 3     | 3     | 0     | 0     | 0        | 0        | 0        | 0     | 0     | 0     | 0        | 0     | 0     | 0     | 0     | 0     | 3     | 0        | .000  | .000     | .000     | .000  |
| 通算：1年 | 通算：1年 | 1     | 3     | 3     | 0     | 0     | 0        | 0        | 0        | 0     | 0     | 0     | 0        | 0     | 0     | 0     | 0     | 0     | 3     | 0        | .000  | .000     | .000     | .000  |

### 背番号
- 48 （1959年）